# Eberhard Kummer

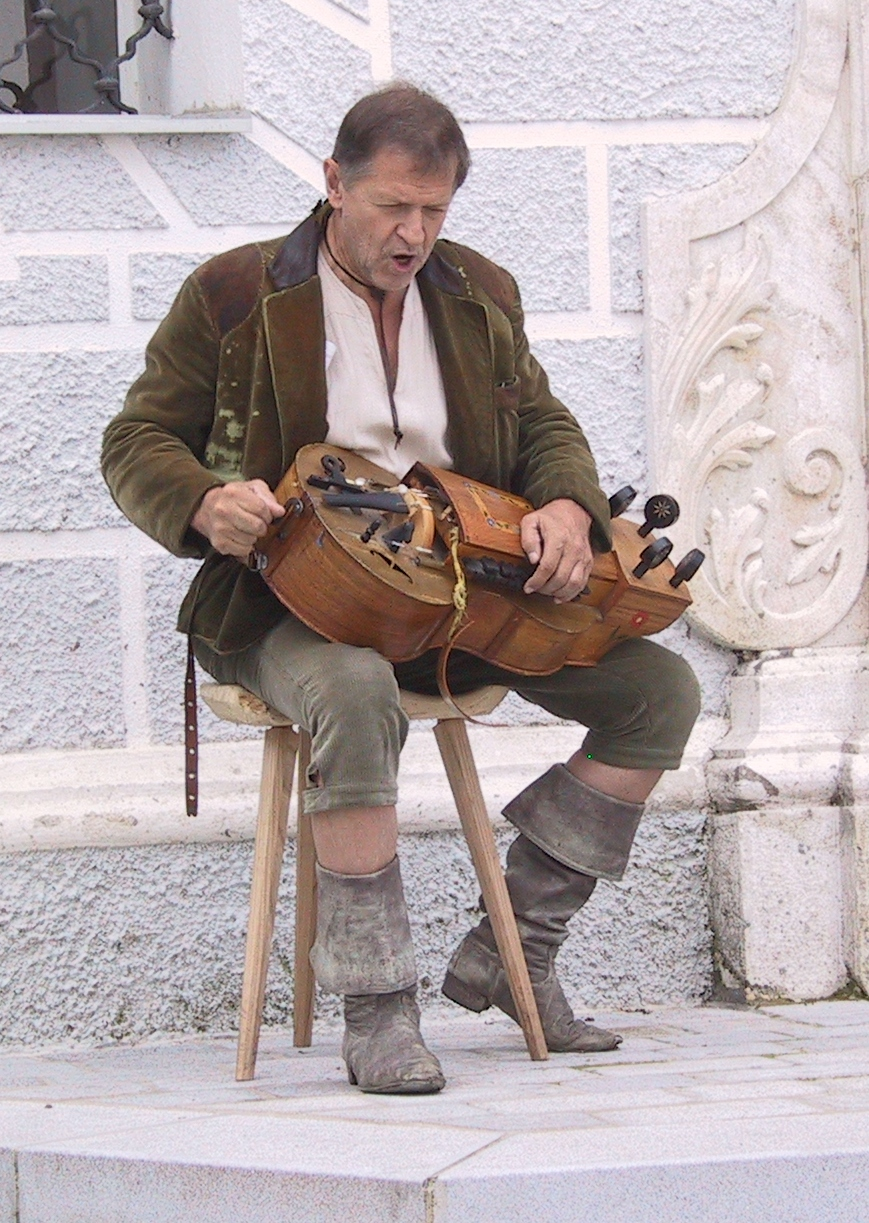
E. Kummer mit historischem Bettlerkostüm und ungarischer Drehleier. Carinthischer Sommer, 2003, Stift Ossiach

Eberhard Kummer (* 2. August 1940 in Krems; † 12. Juli 2019 in Wien) war ein österreichischer Konzertsänger, Jurist und Experte für Musik des Mittelalters aus Wien.

## Leben
Eberhard Kummer wurde 1940 in Krems an der Donau als jüngstes von vier Kindern geboren. Sein Vater war Primarius am dortigen Spital, seine musikalisch begabte Mutter stammte aus einer Künstlerfamilie.
1966 an der Universität Wien zum Dr. jur. promoviert, war er 1976 bis 1989 Rektoratsdirektor der Universität für Musik und darstellende Kunst Wien, danach Ministerialrat im Wissenschaftsministerium. Parallel dazu entfaltete er als voll ausgebildeter Bassbariton eine vielseitige Konzerttätigkeit mit Liedgesang, Kantaten, Messen und Opern. Mit der Zeit spezialisierte er sich auf die Musik des Mittelalters, besonders auf Ependichtung und Lieddichtung aus dem oberdeutsch-österreichischen Kulturraum seit dem 12. Jahrhundert. Vor allem dadurch ist er international bekannt geworden. Bei seinen Auftritten begleitete er sich mit Drehleier, Schoßharfe oder Gitarre. In jüngster Zeit befasste er sich mit der musikalischen Wiedererweckung der Trossinger Leier. Die Beschäftigung mit diesem archaischen Instrument ist eine Folge seiner früheren Auseinandersetzung mit der Musik der Antike (Aufführung der kompletten Odyssee, antike Epen) und dient als Voraussetzung für seine zu erwartenden Interpretationen der Oden des Horaz. Eberhard Kummer trat in Europa, den USA und Afrika bei Kongressen und wissenschaftlichen Veranstaltungen sowie an Universitäten auf. Kummer ist mehrfach in Radio- und Fernsehsendungen im ORF aufgetreten und sein Schaffen schlägt sich in einer umfangreichen Diskografie nieder.
Eberhard Kummer – leidenschaftlicher Bergsteiger – war mit der Altistin Elisabeth Guy-Kummer verheiratet. Er hat vier erwachsene Kinder.
Seit 2003 lebte und arbeitete er mit der Musikerin und Sängerin Ulrike Bergmann, die ebenfalls auf Alte Musik spezialisiert ist. Zusammen mit ihr gründete er 2013 in dem kleinen Dorf Ermetzhof in Mittelfranken den Verein „Kultur in der Scheune e. V.“, wo einmal pro Monat in intimem Rahmen exquisite Aufführungen Alter Musik zur Aufführung gebracht werden, oft auch in Kombination mit Literatur oder anderen adäquaten künstlerischen Bereichen.

## Werk
Neben Eberhard Kummers Schaffen als klassischer Lied- und Opernsänger gibt es in seinem Schaffen seit mehr als drei Jahrzehnten drei Schwerpunkte:
Interpretation des historischen Volkslieds in Österreich und Bayern:
Bereits in den frühen 1970er Jahren nahm Eberhard Kummer für den ORF (Radio Wien, Karl Grell) zahlreiche Werke aus den Kremser Alben und andere Wienerlieder auf, die in Wien kaum mehr rezipiert worden waren. 1975 erschienen die Alt-Wiener Volkslieder zunächst auf Langspielplatten, in der Folge auch auf CDs. Diese in Konzerten und Einspielungen präsentierten Vertonungen belebten die Volksmusik-Szene. Ferner beschäftigte sich Kummer mit volkstümlichen Balladen und Moritaten, die zum typischen Liedgut der Bordunmusik zählen. Er trug damit zur Wiederbelebung des Bänkelsanges und der Moritaten bei, wie sie im Wien des 18. und 19. Jahrhunderts weit verbreitet waren.
Drehleier-Renaissance:
Die Wiedererweckung des Drehleierspiels beziehungsweise der Zentraleuropäischen Variante der Bordunmusik ist untrennbar mit dem Namen Eberhard Kummer verbunden. Ende der 1970er Jahre erhielt er durch Zufall eine ungarische Drehleier (Tekerőlant), die um diese Zeit in Österreich fast vergessen war. Er begann sie zu spielen und als Begleitinstrument einzusetzen und eignete sich die französische Kurbeltechnik aus der Corrette-Schule an. Kummer war damals der erste in Österreich, der die Schnarre als rhythmusgebendes Element wieder einsetzte und den sogenannten Viererschlag beherrschte. Seine Technik inspirierte viele jüngere Musiker und seine Erfahrungen beeinflussten die Instrumentenbauer, zum Beispiel Arnold Lobisser, den Gründer der maßgeblichen Instrumentenbauschule in Hallstatt. Inzwischen gibt es in Österreich rund 300 Drehleierspieler.
Lieddichtung, höfische Reimpaar-Epik und Heldenepik aus dem hohen und späten Mittelalter:
Diese Bereiche bilden einen besonderen Schwerpunkt Kummers. Versepik wurde und wird noch bis heute in vielen Kulturen singend vorgetragen; Überlieferungen im europäischen Raum reichen in die Antike zurück (Homer, Rhapsoden). Zu einem Zeitpunkt, da diese Praxis in Mitteleuropa nahezu ausgestorben war, begann Kummer, in enger Zusammenarbeit mit Wissenschaftern, historische Aufführungspraktiken für Sangversepik zu studieren und anzuwenden. So hat sich nach anfänglicher Skepsis und Desinteresse der Fachwissenschaften die Erkenntnis durchgesetzt, dass die alten Epen sich erst durch gesungene Interpretation voll erschließen. Die verwendeten Melodien sind teils überliefert, teils rekonstruierbar, etwa der Hildebrandston, den Kummer u. a. auf das Nibelungenlied und auf die Kudrun anwendet. Bei der ersten und einzigen kompletten Einspielung des gesamten Nibelungenliedes (2006, s. Diskografie) sang Kummer das Epos vor Publikum in fünf Konzerten zu je sechs Stunden. Ebenfalls vollständig dargeboten hat er das Laurin-Epos, sowie auszugsweise Michel Beheims Buch von den Wienern (ibid.) und die Kudrun. Beim Internationalen Mittelalter-Kongress in Kalamazoo, Mich./USA hat er 2008 die strophische Version des Epos von Herzog Ernst vollständig vorgetragen (demnächst auch als Video). Vergleichbare Aufführungen haben außer E. Kummer nur Reinhold Wiedenmann (deutschsprachige Literatur des Mittelalters) und Benjamin Bagby (altenglischer Beowulf) erbracht.
Kummer adaptierte auch höfische Reimpaar-Epik für die musikalische Darbietung und hat u. a. Passagen aus dem Parzival des Wolfram von Eschenbach, dem Tristan des Gottfried von Straßburg sowie dem satirischen Epos Der Ring des Heinrich Wittenwiler aufgeführt und teilweise eingespielt.
Zahlreich sind Kummers Einspielungen deutschsprachiger Lieder des Mittelalters und der Frühen Neuzeit; darunter sind Werke u. a. von dem Kürenberger, Walther von der Vogelweide, Neidhart, Mönch von Salzburg, Hugo von Montfort, Oswald von Wolkenstein und Hans Sachs.
In jüngster Zeit befasste sich Kummer mit einem originalgetreuen Nachbau der Trossinger Leier und der musikalischen Wiedererweckung dieses Instrumentes.
Eberhard Kummer als Lehrer:
Kummer hat bei zahlreichen Lehrveranstaltungen an Universitäten Österreichs (Universitäten Salzburg und Graz) sowie vieler anderer Länder innerhalb und außerhalb Europas mitgewirkt. Seit 2006 hielt er in Zusammenarbeit mit der Abteilung für Ältere deutsche Literaturwissenschaft der Universität Bamberg Seminare zur Aufführung mittelalterlicher Lieder.
Im Sommersemester 2008 widmete er sich zusammen mit S. Hartmann (Universität Würzburg) der Lieddichtung Oswalds von Wolkenstein.
Im Wintersemester 2008/09 stand das Œuvre Neidharts im Mittelpunkt.
Auch an Schulen in Österreich (u. a. durch den Kulturservice Tirol bereits seit 27 Jahren durchgehend), in Deutschland und in Südtirol brachte er Kindern und Jugendlichen altes Lied- und Epengut mit Harfe und Drehleier nahe. Seit Beginn der 1980er Jahre führte Kummer zahlreiche Kurse für das Drehleierspiel und das Singen zur Drehleier durch.

## Publikationen
- Eberhard Kummer (Bearb.): Alt-Wiener Volkslieder. für Gesang u. Gitarre bearb. von Eberhard Kummer. Eberle, Wien 1978, DNB 354372831.

## Diskografie
Eigene Produktionen 
- 1978, 1981: Alt-Wiener Volkslieder. Preiser-Records, EMI-Electrola, Köln (LPs und CDs)[20]
- 1978: Der Mönch von Salzburg / Cesar Bresgen, Help Austria Records HAS 174.[21]
- 1984: Das Nibelungenlied. Pan-Verlag, Wien (LP)[22]
- 1984: Der Mord auf der Mölkerbastei. Pan-Verlag, Wien (LP)
- 1986: Lieder und Reigen des Mittelalters – Neidhart von Reuental. Pan-Verlag, Wien. (LP Nr. 117 001)[23]
- 1987: Ballade von Wolf Dietrich und andere Balladen. Lyraphon, Salzburg (MC Nr. unbekannt)[24]
- 1990:[25] Max und Moritz von Wilhelm Busch. Extempore Records, Linz (MC LC 8075)
- 1993:[25] Sentimentale Volkslieder vom Tod, von Räubern und Mördern gem. mit Elisabeth Orth. Preiser-Records, Wien (CD)
- 1995: Das Buch von den Wienern – aufgeschrieben von Michel Beheim. Preiser-Records, Wien (CD 90206)
- 1997: Alt-Wiener Volkslieder I + II. ORF und Preiser-Records, Wien (CD 90038, 90131)
- 1998: Das Nibelungenlied, Walther von der Vogelweide, Kürenberger. Extraplatte, Wien (nicht identisch mit der LP von 1984, sondern Neuaufnahme: CD, Stereo 93415)
- 1998: Es fuegt sich. Lieder des Oswald von Wolkenstein. Preiser-Records, Wien (CD, Stereo 91051)
- 2004: Laurin – Epos und Schwank im mittelalterlichen Tirol. ORF, Wien (u. a. Ausschnitte aus dem Laurin-Epos, den Dietrich-Epen von der Virginal sowie dem Riesen Ecke, dem Willehalm Wolframs von Eschenbach, dem Iwein Hartmanns von Aue sowie zwei Schwankmären: Edition Alte Musik CD 363)
- 2004: Lieder zur Leier & Wissenswertes von Weihnachten. Gem. mit Helga Maria Wolf. Extraplatte, Wien (CD LC 8202)
- 2006: Nibelungenlied, Complete Recording. The Chaucer Studio, Provo, Utah/USA (zwei MP3-CDs) [6]
- 2007: Die Lieder des Hugo von Montfort. ORF, Wien (Edition Alte Musik Zwei CDs + DVD, CD 3011)
- 2011: Kudrun. The Chaucer Studio, Provo, Utah/USA
- 2011: Wartburgkrieg und Tannhäuser-Ballade. The Chaucer Studio, Provo, Utah/USA
- 2011: Hildebrandslied. The Chaucer Studio, Provo, Utah/USA
- 2012: Ulrich von Liechtenstein, vox medii aevi GER 07-2011

 Mitwirkung bei Produktionen 
- 1980: Lieder und Duette der Romantik. Interpreten: Guy-Kummer, Elisabeth (Alt). Kummer, Eberhard (Bass). Ortner, Roman (Klavier). LP, Wien : Preiser[26]
- 1983: In adventu Domini : vorweihnachtl. Musik von 1200 bis 1600. Wien : Mirror Music[27]
- 1986: Scholi singt. Lieder & Balladen des ausgejagten Studenten LP Lyraphon 580441, Seekirchen/Salzburg: Tonstudio "Die Mühle".[28]
- 1990: Mozart, Tänze und Menuette. Wiener Akademie Martin Haselböck auf Originalinstrumenten. Novalis, Schweiz ??? (CD 150 059-1)
- 1993: Es ist ein schön Ding umb ein Rosen. Live-Mitschnitt der Uraufführung im Rahmen des Carinthischen Sommers in Villach. Carinthischer Sommer (CD 1111)
- 1994: Hans Sachs und seine Zeit. Clemencic Consort. Stradivarius dischi, Milano (Neuauflage 2010)
- 1997: Meilensteine der Volksmusik. Volkskultur Niederösterreich, Atzenbrugg. CD-Serie. Advent und Weihnachten in den Bergen. Verlag ??? München
- 1998: Der Staat ist in Gefahr! Lieder zur Wiener Revolution 1848. Wiener Volksliedwerk und Extraplatte, Wien (CD LC 8202)
- 1999: Das Narrenschiff – Mitschnitt der Aufführung des gleichnamigen Theaterstückes bei den Sommerspielen im Stift Altenburg. CD, Wien: Preiser: 1999
- 2000: Zu ebener Erde und erster Stock. Wiener Lieder und Tänze 1760–1860. "Die Eipeldauer". Extraplatte, Wien (CD EX 443-2)
- 2002: Mittelalterliche Lieder und Tänze. Paul Hofhaimer Consort Salzburg.Verlag der Bibliothek der Provinz, Weitra / Weinberg Records, Kefermarkt (CD SW 010173) [5]
- 2004: Die geistliche Nachtigall. Weihnachts- und Hirtenmusik aus dem Alten Österreich. Clemencic-Consort Arte Nova Classics, München. (CDLC 3480)
- 2005: Hadamar von Laber – Jagd nach Liebe. CD, München: Oehms Classics, München. Clemencic-Consort (CD OC 519)
- 2009: Wir zogen gegen Napoleon. Musik der napoleonischen Epoche.[29] (CD LC 16167)

## Sekundärliteratur
- U. Müller: Eberhard Kummer und die mittelhochdeutsche Sangversepik. In: Österreichische Musikzeitschrift. Band 5, 1989, S. 234–238.
- F. Lachersdorfer: Die Drehleier. In: Oberösterreichische Heimatblätter. 43/2, 1989, S. 154–156. ooegeschichte.at [PDF]
- S. Hartmann, U. Müller: Kudrun: Eine moderne Erstaufführung durch Eberhard Kummer. In: JOWG.[30] 16 (2006/2007), S. 449–450.
- A. Schindler: Kurzbericht über Eberhard Kummers Gesamtaufnahme des Nibelungenlieds. In: JOWG. 17, 2008/2009, S. 493–494.
- R. Bräuer: The Middle High German Nibelungenlied on two MP3 CDs. Complete recording by Eberhard Kummer. In: Wagnerspectrum. 2009: Schwerpunkt: Wagner und seine Dirigenten. Verlag Königshausen & Neumann, Würzburg, S. 203–204 ISSN 1614-9459 (Besprechung der Gesamtaufnahme auf Deutsch)
- Ulrich Müller: „Nibelungenlied“, Heldenepik, höfische Epik – gesungen. Die Aufführungsversuche des Eberhard Kummer. In: J. Keller, F. Kragl (Hrsg.): Mythos – Sage – Erzählung: Gedenkschrift für Alfred Ebenbauer. V & R Unipress, Wien 2009.
- Silvan Wagner: Vergleich, Übertragung und performatives Entdecken: Die methodischen Ansätze Eberhard Kummers bei der musikalischen (Wieder-)Erweckung eines musealen Artefakts, der sog. 'Trossinger Leier'. In: Phoibos. 2/2009, S. 75–92.